# 灵宝派
灵宝派是晋朝时形成的一个道教派别。以《五篇真文》、《元始无量度人上品妙经》、《灵宝五符序》为主要经典。
据说葛玄在天台山修行学道，感通太上玉晨大道君（灵宝道君），灵宝道君遣三圣真人（郁罗翘、光妙音、真定光）下降传授葛玄《灵宝经》，三位真人降临前，灵宝道君还让太极真人徐来勒作为葛玄之师。葛玄又传给郑隐，郑隐传给葛洪，再传葛巣甫。到南朝宋，经过陆修静补充制定了各种戒律，使灵宝派在当时非常流行。
灵宝派主要以符箓科教为主，又受到上清派影响，也重视思神，诵经，阐扬十方有度人不死之神，“仙道贵生，无量度人”，尊元始天尊为最高之神，以灵宝道君為本門的傳教祖師。
灵宝派自陆修静之后，即传承不明。直到北宋初年，在江西阁皂山形成传授灵宝经法的中心，被称为阁皂宗。
但是灵宝派最擅长的符箓科教却在隋唐間流行，南宋时在民间有很大影响。该派长于斋醮祭炼，超度亡魂，在民间流传颇广，南宋编集有《靈寶玉鑑》等灵宝符箓斋仪全书。
灵宝派于北宋末曾分化出一个东华派，创始人为甯全真。
1. ↑  《云笈七签》·卷三·道教本始部·左乙混洞东蒙录